# Rainbow's End
Rainbow's End is een compositie van Andrew Latimer en Peter Bardens, het toenmalige het schrijverstandem van Camel. Althans zo staat het op de muziekalbums. Volgens Latimer is het alleen door hem geschreven, ter afscheid van Bardens
Gedurende de opnamen van het album Breathless kwamen verschillen van inzicht naar voren tussen de stijlen van Latimer en Bardens. Deze verschillen liepen zo hoog op dat uiteindelijk op 30 juli 1978 Bardens vlak voor de tournee vertrok. De andere leden van de muziekgroep Richard Sinclair en Andy Ward kozen de kant van Latimer, zo gaat het gerucht. Opvolgers van Bardens werden Dave Sinclair en Jan Schelhaas. Bardens ging verder met Van Morrison, een oude maat van hem uit zijn Them-tijd.
Het lied beschrijft de geschiedenis van Camel in een notendop. Vanuit verschillende muzikale richtingen kwam een smeltkroes op gang die succesvol was binnen de progressieve rock, maar gaande weg ontstaan verschillen van inzicht en ieder wil zijn eigen mening doordrukken. Bardens werd na Doug Ferguson het tweede basislid van de band die vertrok. Het geschil tussen Latimer en Bardens werd later bijgelegd.
Opvallende rol in dit werk, waarin de gitaar van Latimer overigens ontbreekt, is weggelegd voor Mel Collins, de saxofonist, die toen een knipperlichtrelatie had met Camel.

## Musici
Op het album staat de volgende samenstelling van de band:
- Latimer – zang
- Bardens – toetsinstrumenten
- Collins – saxofoon
- Sinclair – basgitaar
- Ward – slagwerk

De internetsite van Camel vermeldt echter dat Bardens toen al weg was en dat Dave Sinclair dit nummer heeft gespeeld.
Rainbow's End werd in oktober 1979 uitgegeven als B-kant van de single Remote Romance, zonder overigens iets te bereiken in de hitlijsten. Remote Romance is afkomstig van I Can See Your House from Here. Deze singleversie, die nauwelijks tot niet verschil met de albumversie, is opgenomen in de geremasterde versie van Breathless, die 2009 verscheen.

## Bron
- Tekstsite van liedteksten Camel
- Site Camelproductions.com>>Tideline